# USS South Carolina (BB-26)
O USS South Carolina foi um couraçado operado pela Marinha dos Estados Unidos e a primeira embarcação da Classe South Carolina, seguido pelo USS Michigan. Sua construção começou em dezembro de 1906 nos estaleiros da William Cramp & Sons na Filadélfia e foi lançado ao mar em julho de 1908, sendo comissionado em março de 1910. Era armado com uma bateria principal de oito canhões de 305 milímetros em quatro torres de artilharia duplas, tinha um deslocamento carregado de quase dezoito mil toneladas e conseguia alcançar uma velocidade máxima de dezoito nós.
O South Carolina passou boa parte de sua carreira atuando no Oceano Atlântico e Mar do Caribe, com suas principais atividades consistindo em exercícios e treinamentos de rotina. Visitou a Europa em 1910 e 1911 e depois participou da Ocupação de Veracruz em 1914. Sua baixa velocidade máxima fez com que fosse colocado para atuar com os obsoletos pré-dreadnoughts durante a Primeira Guerra Mundial, primeiro realizando patrulhas de neutralidade e depois escoltando comboios. Foi usado como navio-escola após o conflito até ser descomissionado em 1921 e desmontado.

## Características

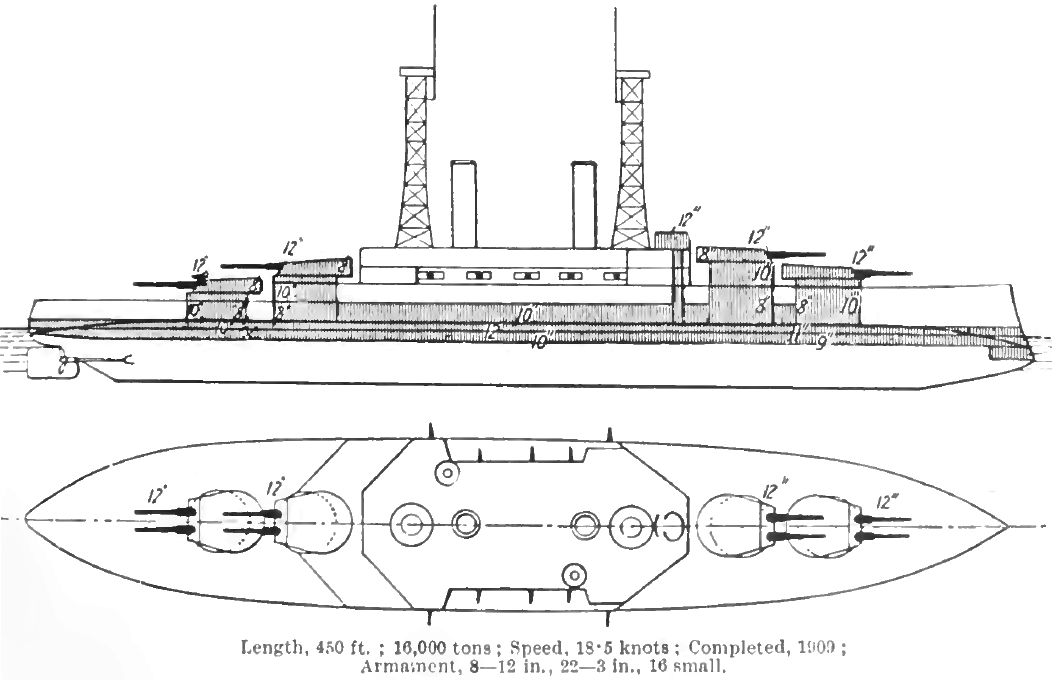
Desenho da Classe South Carolina

O South Carolina tinha 138 metros de comprimento de fora a fora, boca de 24,4 metros e calado de 7,4 metros. Seu deslocamento normal era de 16 257 toneladas e o deslocamento carregado podia chegar a 17,9 mil toneladas. Seu sistema de propulsão era composto por dois motores verticais de tripla expansão alimentados pelo vapor gerado por doze caldeiras Babcock & Wilcox. Este sistema tinha uma potência indicada de 16,5 mil cavalos-vapor (12,1 mil quilowatts), o que permitia uma velocidade máxima de 18,5 nós (34 quilômetros por hora). Sua autonomia era 6 950 milhas náuticas (12 870 quilômetros) a uma velocidade de dez nós (dezenove quilômetros por hora). Sua tripulação era composta por 869 oficiais e marinheiros.
O couraçado era armado com uma bateria principal de oito canhões Marco 5 calibre 45 de 305 milímetros montados em quatro torres de artilharia duplas na linha central, duas na proa e duas na popa, com uma sobreposta a outra. A bateria secundária consistia em 22 canhões calibre 50 de 76 milímetros em casamatas nas laterais do casco. O armamento contra barcos torpedeiros tinha dois canhões Hotchkiss calibre 40 de 47 milímetros e oito canhões de 37 milímetros na superestrutura. Também tinha dois tubos de torpedo submersos de 533 milímetros, um em cada lateral. O cinturão principal de blindagem tinha 305 milímetros de espessura sobre os depósitos de munição, 254 milímetros sobre as salas de máquinas e 203 milímetros em outras áreas. O convés blindado tinha entre 25 e 64 milímetros de espessura. As torres de artilharia tinham frentes de 305 milímetros de espessura e ficavam em cima de barbetas com 254 milímetros. As casamatas eram protegidas por 254 milímetros, enquanto a torre de comando tinha laterais de 305 milímetros.

## História

### Início de serviço

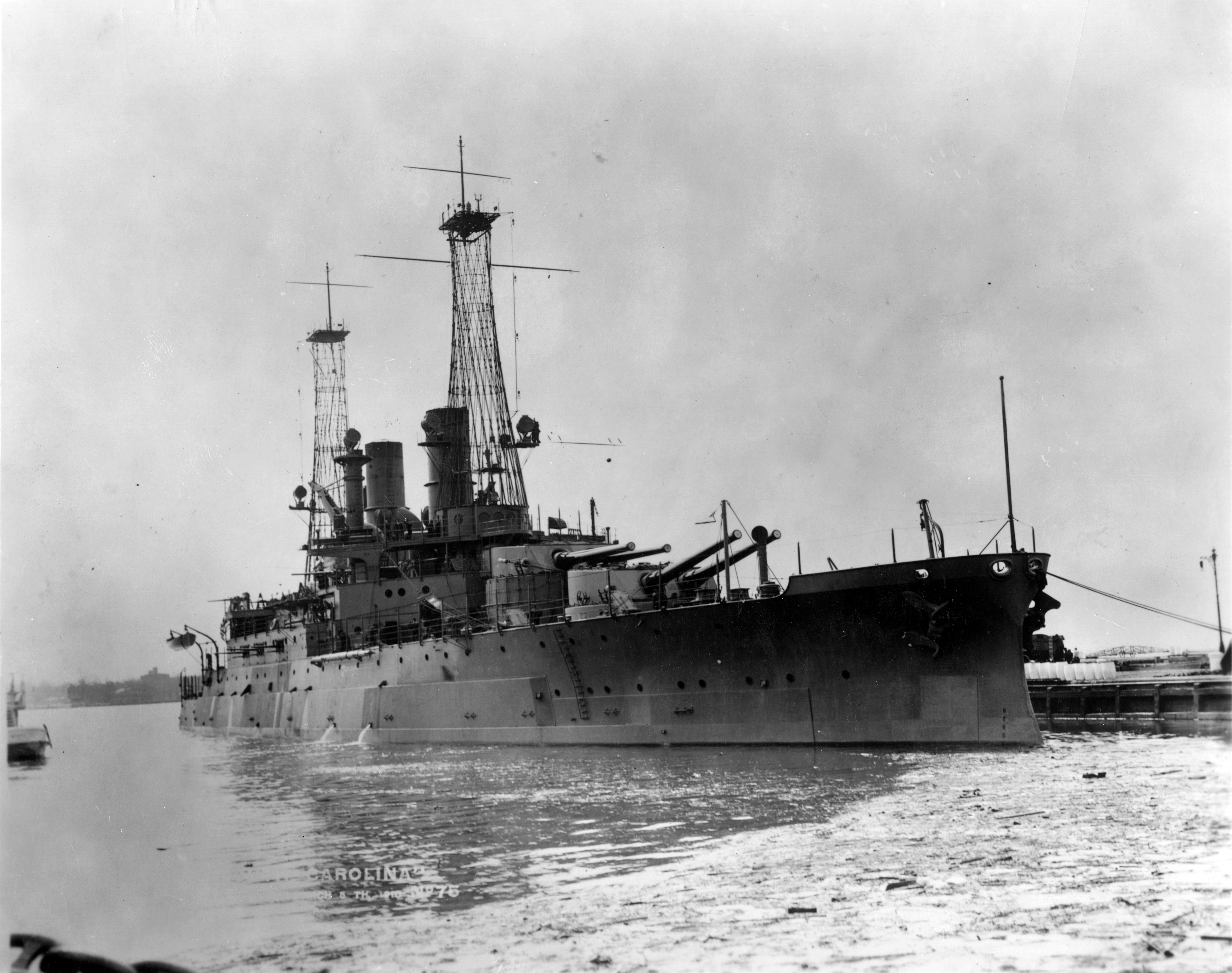
O South Carolina em março de 1910

O batimento de quilha do South Carolina ocorreu 18 de dezembro de 1906 nos estaleiros da William Cramp & Sons na Filadélfia, Pensilvânia. Foi lançado ao mar em 11 de julho de 1908 e batizado por Frederica Ansel, filha de Martin Frederick Ansel, o Governador da Carolina do Sul. Os trabalhos de equipagem terminaram no final de fevereiro de 1910 e o navio foi comissionado na frota em 1º de março, sendo designado para a Frota do Atlântico. Partiu cinco dias depois para realizar seu cruzeiro de testes no Mar do Caribe, incluindo paradas nas Antilhas Dinamarquesas e Cuba. Retornou então para os Estados Unidos e fez uma parada em Charleston, em seu estado homônimo, que durou de 10 a 15 de abril. Em seguida ocorreram seus testes marítimos, realizados próximos dos Cabos da Virgínia e de Provincetown, em Massachusetts. O South Carolina então visitou Nova Iorque, no estado de Nova Iorque, em 17 e 18 de junho com o objetivo de participar de uma recepção em homenagem ao ex-presidente Theodore Roosevelt. O navio passou o resto do ano realizando manobras com a frota, treinamentos de milícia naval e um período de reparos em Norfolk, na Virgínia.
O South Carolina deixou os Estados Unidos em 1º de novembro para uma viagem para a Europa com a 2ª Divisão de Couraçados. Os navios fizeram paradas em Cherbourg na França e Portland no Reino Unido. Eles voltaram para Norfolk em 12 de janeiro de 1911, com o South Carolina entrando no Estaleiro Naval de Norfolk para manutenção. Voltou então para a frota, que realizou treinamentos de batalha próximos do litoral da Nova Inglaterra. O navio fez uma breve parada em Nova Iorque antes de retornar para a 2ª Divisão de Couraçados para mais uma viagem pela Europa. Esta viagem incluiu paradas em Copenhague na Dinamarca, Estocolmo na Suécia e Kronstadt na Rússia. O South Carolina no caminho de volta parou em Kiel na Alemanha, onde o imperador Guilherme II estava sediando a anual Semana de Kiel de regatas. A embarcação chegou em Provincetown em 13 de julho e seguiu para a Baía de Chesapeake, onde realizou treinos de batalha.
O couraçado esteve presente no final de 1911 para uma revista naval em Nova Iorque, em seguida realizando exercícios de treinamento de rotina com a 1ª Esquadra próximo de Newport, em Rhode Island. O navio navegou para o sul em 3 de janeiro de 1912 com o objetivo de participar de mais exercícios de treinamento na Baía de Guantánamo em Cuba, retornando em 13 de março para Norfolk. O South Carolina viajou pela Costa Leste dos Estados Unidos entre março e junho. Neste mês participou de uma recepção em Nova Iorque em ocasião da visita do cruzador de batalha alemão SMS Moltke e dos cruzadores rápidos SMS Bremen e SMS Stettin. O couraçado voltou para o Estaleiro Naval de Norfolk em 30 de junho a fim de passar por reformas. Foi para Nova Iorque no início de outubro para uma breve visita que ocorreu entre os dias 11 e 15. Passou a primeira metade de novembro realizando mais exercícios treinamentos próximo da Nova Inglaterra e dos Cabos da Virgínia. Navegou então para o sul como parte da Divisão de Serviço Especial para uma viagem pelo sul do país, incluindo paradas em Pensacola na Flórida, Nova Orleães na Luisiana, Galveston no Texas e também em Veracruz no México.

### Caribe e Primeira Guerra
O South Carolina ficou em Norfolk de 20 de dezembro até 6 de janeiro de 1913. Partiu então para uma viagem pelo Caribe, desta vez parando em Colón no Panamá, na entrada do então quase finalizado Canal do Panamá. A embarcação participou de manobras na Baía de Guantánamo e retornou para Norfolk em 22 de março. Seguiu-se outro cruzeiro pela Costa Leste, que incluiu uma parada em Nova Iorque de 28 a 31 de maio, onde o Monumento Nacional ao USS Maine foi dedicado. O navio brevemente treinou aspirantes da Academia Naval dos Estados Unidos em junho, partindo no final do mês para o México. Navegou próximo de Tampico e Veracruz com o objetivo de proteger interesses norte-americanos durante a Revolução Mexicana. Voltou então para o Estaleiro Naval de Norfolk em setembro para uma reforma que durou até janeiro de 1914.
O couraçado participou de exercícios próximos da ilha de Culebra em Porto Rico. O South Carolina desembarcou um contingente do Corpo de Fuzileiros Navais em 28 de janeiro em Porto Príncipe no Haiti com o objetivo de proteger a embaixada norte-americana durante um período de agitação no país. Ele deixou a cidade em 14 de abril depois das tensões terem se acalmado com a eleição do presidente Oreste Zamor. O navio reabasteceu em Key West na Flórida e em seguida foi para Veracruz, onde participou da ocupação da cidade. Deixou Veracruz em julho e passou os meses seguintes navegando próximo da República Dominicana e Haiti a fim de monitorar as situações políticas de ambos os países. Retornou para Norfolk em 24 de setembro. Nesta altura a Primeira Guerra Mundial já tinha começado na Europa, porém os Estados Unidos ainda estavam neutros.

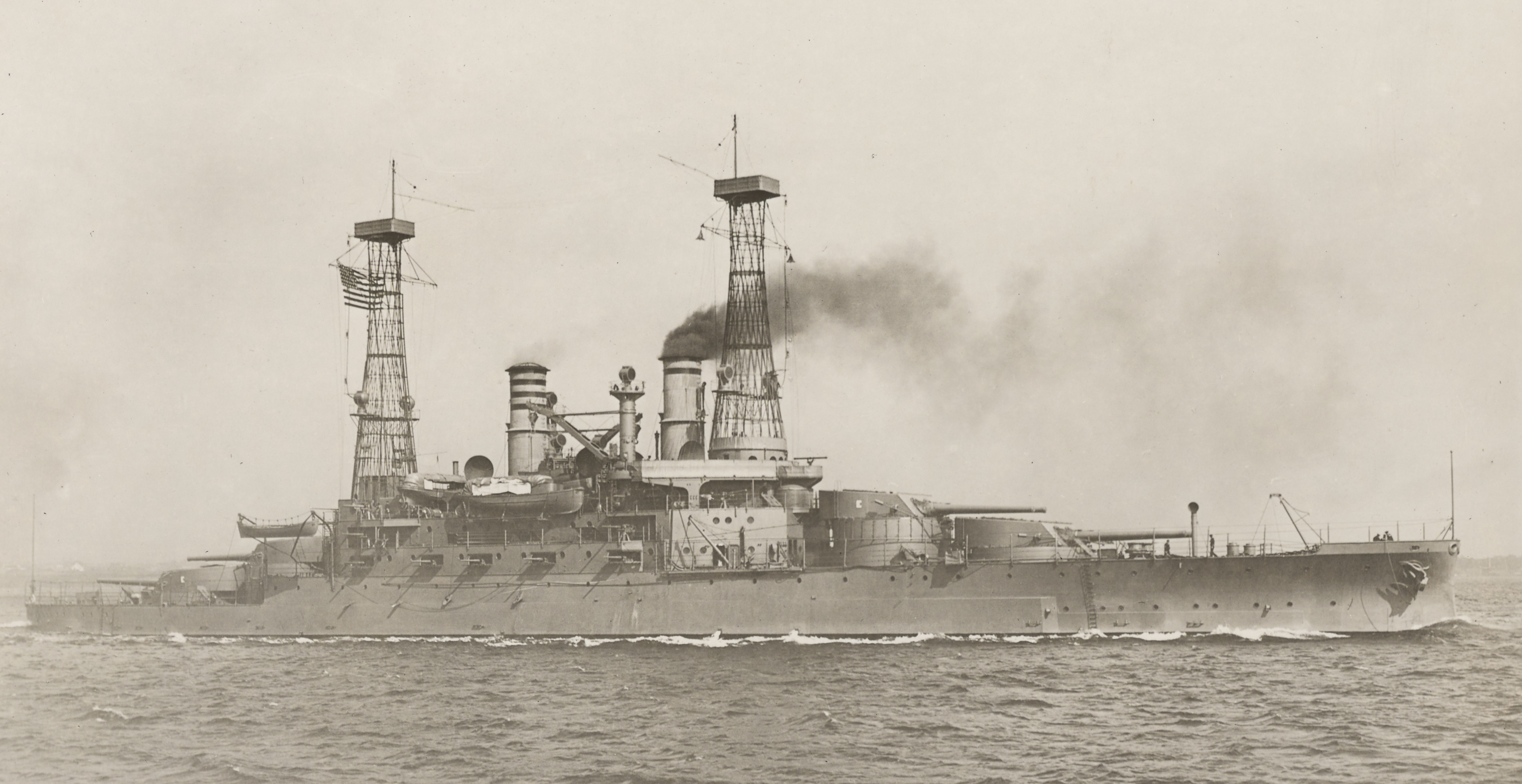
O South Carolina c. 1918

O South Carolina foi para a Filadélfia em 14 de outubro para uma reforma que durou até 20 de fevereiro de 1915. Navegou em seguida para Cuba para manobras de treinamento de rotina. As tensões entre Estados Unidos e Alemanha cresceram depois do transatlântico britânico RMS Lusitania ter sido afundado em maio por um submarino alemão, apesar dos alemães terem concordado em suspender sua campanha de guerra submarina irrestrita. Pelos dois anos seguintes o navio seguiu a mesma rotina: treinamento próximos de Cuba no primeiro trimestre do ano, seguido por manobras próximas de Newport e então uma manutenção periódica no final do ano na Filadélfia. Os Estados Unidos declararam guerra contra a Alemanha em 6 de abril de 1917 porque os alemães tinham retomado mais cedo no ano sua campanha de guerra submarina irrestrita. O South Carolina continuou navegando pela Costa Leste até agosto de 1918.
A partir de setembro o South Carolina e os antigos pré-dreadnoughts da Frota do Atlântico, por suas baixas velocidades, começaram a escoltar comboios para a França. O couraçado partiu em 6 de setembro com o USS Kansas e USS New Hampshire para protegerem o comboio de tropas HX. Os três deixaram o comboio dez dias depois no meio do Oceano Atlântico e voltaram para os Estados Unidos, enquanto outras escoltas continuaram acompanhando-o até a Europa. O South Carolina perdeu sua hélice de estibordo no dia 17, o que o forçou a reduzir sua velocidade máxima para onze nós (vinte quilômetros por hora). O motor de bombordo parou de funcionar no dia 20 depois de uma válvula de aceleração quebrar. Ele conseguiu voltar a navegar usando uma válvula auxiliar, porém vibrações severas o forçaram a ficar parado por seis horas até que a válvula principal fosse consertada. As embarcações finalmente chegaram nos Estados Unidos quatro dias depois e o couraçado foi para Filadélfia passar por reparos. O South Carolina ficou participando de exercícios de artilharia até a Alemanha assinar um armistício em 11 de novembro, que encerrou a guerra. A embarcação iniciou em meados de fevereiro de 1919 sua primeira de quatro viagens de ida e volta para Brest na França com o objetivo de trazer soltados norte-americanos de volta para casa. A última viagem ocorreu em julho e no decorrer delas o navio transportou mais de quatro mil homens. Depois disso seguiu para o Estaleiro Naval de Norfolk passar por reformas.

### Fim de carreira

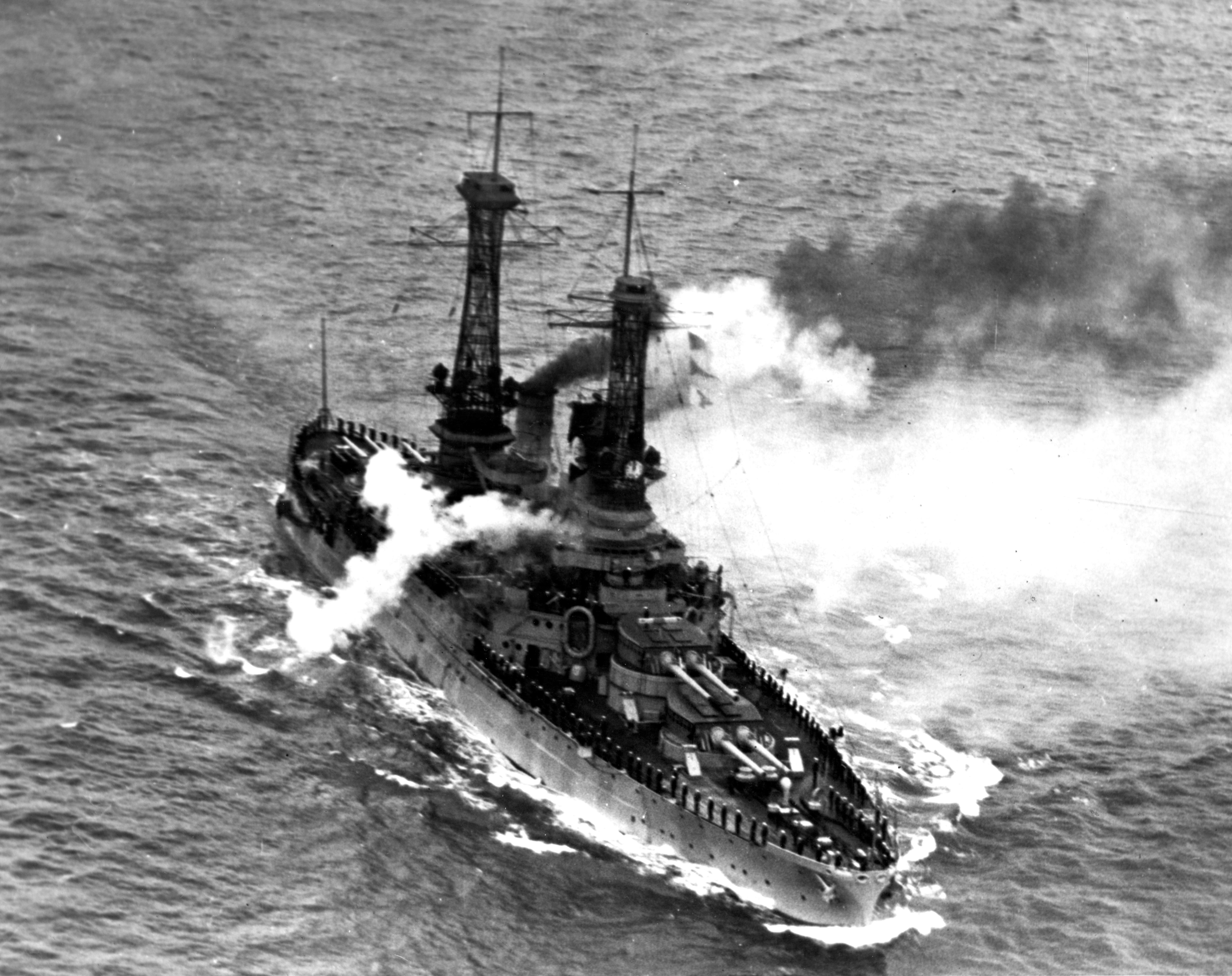
O South Carolina em abril de 1921

O South Carolina embarcou um contingente de aspirantes da Academia Naval para um cruzeiro de treinamento para o Oceano Pacífico. O navio iniciou sua viagem em 5 de junho de 1920, chegando no Pacífico depois de atravessar o Canal do Panamá. Parou no Havaí e então continuou até a Costa Oeste dos Estados Unidos, fazendo visitas a Seattle em Washington e São Francisco e São Diego na Califórnia. Deixou a Costa Oeste em 11 de agosto e chegou em Annapolis em Maryland no dia 2 de setembro. Os aspirantes desembarcaram e o navio seguiu para a Filadélfia, onde permaneceu por sete meses. O couraçado voltou para o mar no início de abril de 1921 para treinamentos próximos de Culebra e depois para exercícios na Baía de Chesapeake. Um novo cruzeiro de treinamento para aspirantes começou em 29 de maio, desta vez para a Europa. Paradas incluíram Cristiania na Noruega e Lisboa em Portugal. Passou pela Baía de Guantánamo no caminho de volta para Annapolis, chegando em 30 de agosto, partindo para a Filadélfia no dia seguinte.
Os Estados Unidos, Reino Unido e Japão lançaram enormes programas de construção navais nos anos imediatamente após o fim da Primeira Guerra Mundial. Todos os três concordaram que uma corrida armamentista naval não era de seus interesses, assim reuniram-se a partir de novembro de 1921 na Conferência Naval de Washington para discutir limitações armamentistas. O resultado foi o Tratado Naval de Washington, assinado em fevereiro de 1922. Os termos do tratado ditavam que o South Dakota deveria ser desmontado. Ele já tinha sido descomissionado em 15 de dezembro de 1921, mas só foi ser formalmente removido do registro naval em 10 de novembro de 1923. Foi vendido para desmontagem em 24 de abril de 1924.
Toda a prataria do couraçado tinha sido encomendada pelo estado da Carolina do Sul. Ela foi entregue ao ramo da Carolina do Sul das Filhas da Revolução Americana depois que o navio foi tirado de serviço para ser exibida na antiga Casa da Alfândega do estado. A prataria foi escondida no porão do edifício depois do início da Segunda Guerra Mundial para ser mantida em segurança. Foi recuperada em 1947 e enviada para a Mansão do Governador da Carolina do Sul, onde permanece em exibição até hoje.